# Xerostomie
Xerostomie verwijst naar het subjectieve gevoel van een droge mond. Het woord betekent letterlijk ‘droge mond’ (Grieks: xeros (“ξερος”= droog en stoma (“στομα”= mond). Xerostomie moet niet verward worden met hyposialie, wat verwijst naar een objectief tekort aan speeksel. Een ernstig tekort aan speeksel zal in de meeste gevallen leiden tot het gevoel van een droge mond, maar xerostomie klachten blijken ook regelmatig voor te komen als de speekselvloed niet verlaagd is. Meer dan 20% van de bevolking ervaart weleens een droge mond. Een gevalideerde vragenlijst om xerostomie te meten is de Xerostomia Inventory (XI).
Oorzaken
Vaak zal het ontstaan van xerostomie verklaard kunnen door een daling van de speekselvloed, of een verandering in de samenstelling van het speeksel. Onvoldoende vochtigheid van het mondslijmvlies zou ook kunnen samenhangen met een mondademhaling. Daarnaast zouden neuropatische mechanismen, en het ervaren van stress, van invloed kunnen zijn op het ontstaan van een droge mond.

Behandeling
In veel gevallen zal xerostomie verklaard worden door een objectief tekort aan speeksel, en kan voor de behandeling verwezen worden naar hyposialie.